# 予感 (音無響子の曲)
「予感」（よかん）は、アニメ『めぞん一刻』のヒロイン・音無響子を演じた島本須美が音無響子名義で1986年9月25日にリリースしたシングルである。

## 概要
アニメ『めぞん一刻』において、ヒロインの音無響子の人気は高く、挿入歌を音無響子が歌うというコンセプトから、作曲に小坂明子が招かれて本曲がリリースされた。名前は「音無響子」名義でEPレコードジャケットに記載されており、劇中キャラクターを演じた島本須美の名前は裏面の歌詞カード及びレコードレーベルに記されている。
収録された2曲はいずれも『めぞん一刻』本編の挿入歌として起用されたほか、カップリングの『夢の入口へ…』は1992年発売のドラマアルバム『めぞん一刻 PARTY ALBUM』のオープニングテーマとしても用いられている。
EPレコードジャケットは、音無響子がヘッドフォンをつけてマイクの前で歌唱するという、レコーディング風景が描かれている。さらに、後ろでは一刻館の住人もコーラスとして参加している様子も描かれていた。

## 収録曲
全作詞：佐藤ありす、編曲：小林慎吾
1. 予感
作曲：小坂明子
  - 島本による歌唱音源は、第33話Bパート終盤にて起用されている。
  - アニメ本編では島本による歌唱版の他に、器楽曲版も数回使用されている。初出は、第27話Aパート冒頭のタイトルコールである。
2. 夢の入口へ…
作曲：杉山卓夫
  - 第24話Bパートと第46話Aパートにて起用されている。[1]
  - 作曲者の杉山卓夫は、アニメ本編の音楽を担当した。